# Melitulias oriadelpha
Melitulias oriadelpha là một loài bướm đêm trong họ Geometridae.